# St Andrews (Écosse)
Pour les articles homonymes, voir Saint Andrews.
St Andrews, aussi appelé Saint Andrews, est une ville écossaise située sur la côte de la mer du Nord entre Édimbourg et Dundee et compte une population d’environ 15 000 habitants.
Nommée d’après l'apôtre saint André, le bourgh royal de St Andrews (en gaélique écossais : Cill Rìmhinn) est une ville sur la côte est de Fife, ancienne capitale religieuse d'Écosse.
De nombreux monuments, des plages de sable et surtout des parcours du golf  font de la ville un centre touristique. Elle abrite également l'université de St Andrews.

## Histoire
St Andrews a une histoire riche sur bien des aspects. La ville eut une importance religieuse considérable au Moyen âge, son université, bien que plus jeune comparée à celles de Cambridge et Oxford, est la plus ancienne d'Écosse. Enfin, elle est le berceau du golf et exerce toujours une influence considérable sur ce sport.

### Histoire de la ville
Un bastion de Pictes était probablement sur l'emplacement de St Andrews. Le site est mentionné pour la première fois en 747 dans les annales irlandaises qui rapportent la mort de Túathalán, abbé de « Cennrígmonaid »
Aux XIIe et XIIIe siècles, le hameau s’est appelé Kilrymont.
La ville devient un bourgh royal en 1124.
Au XVIe siècle, St Andrews est l'un des ports les plus importants au nord de Forth et compte 14 000 habitants. La ville s’est affaiblie au lendemain de la guerre civile. Daniel Defoe témoigne qu'un sixième des maisons étaient en ruines et la mer avait endommagé le port au point de le rendre irréparable. Cependant, l'évêque Pococke indique en 1760, une amélioration du commerce de la ville et du moral de ses habitants qui a perduré au cours du XIXe siècle.
En 1981 la plage et le course de golf près de St Andrews furent utilisés comme les scènes principales du film Les Chariots de feu.

### Histoire religieuse
Certaines légendes racontent que Kenneth, le saint patron de Kennoway, y avait établi un monastère Céli Dé au VIe siècle. Une autre tradition raconte que saint Regulus ou Rule (Riagail), évêque de Patras d’Achaea, est arrivé sur le site, pour déposer les reliques de saint André.
Le roi picte, Óengus mac Fergusa lui avait donné une terre appelée Boar's Raik, le Boarhills d'aujourd'hui, qui a été nommé St Andrews par la suite.
Les fondations d’une petite église consacrée à la Vierge ont été découvertes sur le site de Kirkheugh en 1860. Le site de Lady’s Craig, recouvert de nos jours par la mer, est supposé avoir accueilli une autre église Céli Dé, St Mary on the rock.
Il est estimé que St Andrews devint un évêché au IXe siècle, sous le règne du roi Constantin II lors de la fusion des Églises écossaises et pictes en 908, la primauté religieuse écossaise a été transférée de Dunkeld à l’évêque de St Andrews, par la suite connu simplement sous le nom de « évêque » ou de « haut évêque de l'Écosse » (ardepscop Alban). C'est devenu un archevêché sous le règne de Patrick Graham (1466 – 1478).

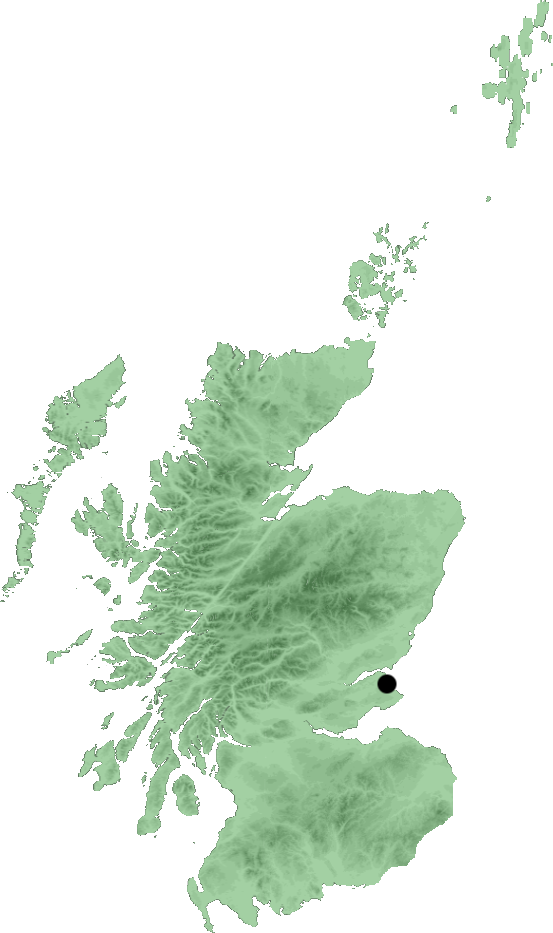
Situation de St Andrews en Écosse

### Histoire du golf à St Andrews
La ville est considérée comme la maison du golf due à l’ancienneté et à la beauté de ses terrains de golf, mais aussi à la présence du Royal and Ancient Golf Club, fondé en 1754, qui possède l’autorité législative sur le monde du golf. Les fameux terrains de golf ont été acquis par la ville en 1894 et accueillent le prestigieux Open britannique (The Open Championship), le plus ancien des quatre grands championnats du golf.
St Andrews compte cinq parcours de golf dont l'Old Course, le plus célèbre parcours au monde, qui reçoit tous les cinq ans environ l'Open britannique et sur lequel il faut réserver trois ans à l'avance ou avoir la chance d'un tirage au sort favorable pour pouvoir jouer. Le musée du golf, le British Golf Museum retrace l'histoire du matériel et de la technique au travers d'objets parfois très anciens.

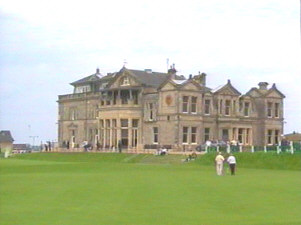

### Histoire de l’université
L'université de St Andrews a pour origine une société datant de 1410 et est fondée entre autres par Lawrence de Lindores, abbé de Scone, Richard Cornwall, archidiacre de Lothian, William Stephen futur archevêque de Dunblane. L’évêque Henry Wardlaw (mort en 1440) a publié une charte en 1411 et a nommé comme professeurs des hommes parmi les plus instruits d’Écosse. En 1413, le pape d’Avignon Benoît XIII a publié six bulles validant la charte et transformant la société en université. Jusqu'en 1430, les conférences se tenaient dans divers lieux de la ville ; Wardlaw permit ensuite aux conférenciers d’utiliser un bâtiment appelé le Paedagogium ou St Johns. L’évêque James Kennedy a fondé et doté le collège de St Salvator en 1456. Ce collège gagna sept ans après le droit de conférer des diplômes de théologie et de philosophie et est considéré comme partie intégrante de l'université vers la fin du siècle.
En 1512, le collège de St Leonard est fondé par le prieur James Bentley et l’archevêque Alexandre Stewart à l'emplacement de bâtiments qui, un temps, avaient servi d’hébergement aux pèlerins. La même année, l’archevêque Stewart change le nom original du Paedagogium en université et lui adjoint l'église paroissienne de St Michael de Tarvet ; mais sa construction et son inclusion à l’université n'a réellement lieu qu'en 1537 ; elle est alors consacrée à la Vierge Marie.
Bien que le contour de la structure antique ait survécu, diverses restaurations ont profondément modifié son allure générale. De nos jours, sa forme s’apparente a un quadrilatère dont les côtés sont la bibliothèque et la résidence du principal au nord et les salles de conférence et le vieux réfectoire à l'ouest.
La bibliothèque universitaire inclut les plus anciennes bibliothèques de l'université. Elle est fondée au milieu du XVIIe siècle, puis reconstruite en 1764 et améliorée à deux reprises, en 1829 et en 1889-1890.
Le hall inférieur, dans la partie plus ancienne du bâtiment a parfois abrité les réunions provinciales tenues par le Parlement écossais.
Tout au long de son histoire, l’université a été réformée à maintes reprises; en 1579, St Mary est consacrée à la théologie; en 1747 les universités de St Salvator et de St Leonard fusionnent. Une école mixte occupe les bâtiments de St Leonards.
L'université occupe l'emplacement de l'université de St Salvator, mais les anciens bâtiments sont remplacés. L'université a conservé la propriété de la petite chapelle de St Leonards et des services y ont lieu pendant l’année universitaire.
De style gothique flamboyant, elle abrite le tombeau de l'évêque Kennedy, le pupitre de Knox et a conservé une tour carrée d'horloge (152 pieds de haut) ainsi que la maison du portier avec quelques salles de classe au-dessus.
Les bâtiments modernes, dans le modèle de Jacobean, ont été érigés entre 1827 et 1847. En 1890, l'université de Dundee, devient une filiale de celle de St Andrews. Malgré l’annulation de l’affiliation par la Chambre des Lords en 1895, une re-affiliation a lieu en 1897. En 1887]-1888, un réfectoire commun est accessible aux étudiants ; en 1892, la décision est prise d'élargir aux femmes l'accès à l'instruction et, en 1896, on ouvre un bâtiment à usage de résidence pour les étudiantes.
La plupart des constructions modernes ont été le fait du principal James Donaldson, qui a succédé à John Tulloch (1823-1886).

#### Histoire du collège de Madras
Le collège de Madras est fondé[Quand ?] par le docteur Andrew Bell.

## Nature
St Andrews a un jardin botanique, le St Andrews Botanic Garden.

## Politique

### Depuis 1975
Jusqu’en 1975, St Andrews était régie par un conseil, un prévôt et des baillis. En 1975, la ville devint partie du Conseil du district régional de Fife et celui du nord-est de Fife. Ces entités ont depuis fusionné pour créer un unique Conseil de Fife. St Andrews a conservé son propre conseil de communauté.
Selon les archives de 1911, le groupe de municipalités voisines de la ville fut nommé d’après St Andrews et pouvait envoyer un représentant au parlement, les autres constituants étant les deux Anstruther, Crail, Cupar, Kilrenny et Pittenweem.
St Andrews fait partie du collège électoral parlementaire du nord-est de Fife.

## Transports
St Andrews ne possède pas d'aéroport utilisable par le public. Le seul aéroport étant la base aérienne RAF Leuchars (code AITA : ADX). L'aéroport commercial le plus proche est celui d'Édimbourg. L'aéroport de Dundee propose également d'un aller-retour quotidien vers l'aéroport de Londres Stansted.
La gare la plus proche de St Andrews est celle de Leuchars, à environ 7 km, et est accessible par un réseau de bus régional. Située sur le corridor ferroviaire Est, cette gare est reliée notamment directement à Édimbourg, Dundee et Aberdeen. 

## St Andrews dans les arts

### Monuments
La ville contient divers monuments notamment les ruines de sa cathédrale et de son château épiscopal.

#### Cathédrale
La cathédrale de St Andrews fut, un temps, le plus grand bâtiment d’Écosse. Ses premières pierres furent posées lors de la construction du prieuré de Canons Regular fondé par l’évêque Robert de Scone (1122-1159). Sa construction s’est achevée avec sa consécration en 1318 sous le règne de Robert le Bruce (1306-1329).
La cathédrale, ainsi que les bâtiments adjacents associés, ont été détruits et laissés en ruine après la Réforme en 1559. À la fin du XVIIe siècle, certains des bâtiments du prieuré étaient restés entiers ainsi que d’importantes ruines d’autres. De nos jours, presque toutes les traces ont disparu excepté une grande partie du mur défensif du prieuré, avec ses tours et ses portes. Le passage principal dans l'enceinte de la cathédrale, connu sous le nom de Pends, et datant du XIVe siècle, survit également à l'ouest de la cathédrale.
Excepté la plupart des pignons est et ouest, le mur sud de la nef et des fragments du transept sud, la cathédrale a été réduite à ses fondations par les voleurs de pierre. Des morceaux de la cathédrale peuvent être trouvés dans toute la ville, pris dans les plus anciens bâtiments.
Sur le site, un musée (Écosse historique), contient une collection de maçonnerie de toutes les phases de l'histoire de la cathédrale, du début de l’ère médiévale jusqu’au XVIIe siècle. La pièce la plus importante est le sarcophage de saint André, un chef-d'œuvre de sculpture picte datant du VIIIe siècle.

#### La tour de Saint Rule
La tour de St Rule est antérieure à la cathédrale, bien que située sur le même site, et a probablement été utilisée comme lieu de culte jusqu'à la fin de la construction de la cathédrale au début du XIIe siècle. À l'origine, la tour, ainsi que le chœur adjacent, faisaient partie d'une église contenant les reliques de saint André et probablement bâtie au XIe siècle. Selon la légende, les reliques furent amenées depuis Patras, Grèce jusqu’à St Andrews par saint Rule (aussi nommé saint Regulus).
De haute taille et bâtie en grès gris ashlar, la tour était visible de loin et fut utilisée comme repère depuis les terres et la mer. Au Moyen Âge, une flèche placée sur la tour la rendait encore plus visible, et elle guidait sans aucun doute les pèlerins jusqu’à la relique de l'apôtre.
Seule la tour subsiste, alors que la nef, avec ses tourelles ouest jumelles et l'abside de l'église, ont depuis disparu. L'aspect original de l'église est représenté de manière stylisée sur certaines parties du prieuré de la cathédrale.
L’ascension de la tour se faisait à l'origine par des échelles reliant des paliers de bois, mais un escalier de pierre en spirale, inséré au XVIIIe siècle, peut encore être utilisé de nos jours. La tour permet ainsi d’accéder à un panorama grandiose de la ville, du port, de la mer et de la campagne environnante.

#### Le château
Les ruines du château de St Andrews se tiennent sur un promontoire rocheux qui surplombe la mer. L’évêque Roger (en) a posé la première pierre du château au début du XIIIe siècle qui était alors destiné à servir de résidence épiscopale fortifiée. Par la suite, les envahisseurs anglais l'ont fréquemment capturée jusqu’à ce que le régent écossais, Andrew Murray, en 1336-1337 le reprenne. Le château fut alors détruit pour éviter de retomber à nouveau entre leurs mains.
Vers la fin du siècle, l'évêque Walter Trail (en) construisit sur le site un massif château à cinq murs avec des fossés sur les côtés sud et ouest. Jacques Ier y a passé certaines de ses premières années au soin de l'évêque Henry Wardlaw et il abrita la naissance de Jacques III en 1445.
D'une fenêtre du château, le cardinal Beaton fut témoin du bûcher du réformateur protestant George Wishart (1546) avant d’y être lui-même assassiné par les réformateurs. Le château fut repris après un siège long d’une année mené par les Français, John Knox était parmi les prisonniers.

#### Église paroissienne de la Sainte Trinité
L’évêque Thurgot a fondé l'église paroissienne en 1112 (appelée officiellement église de paroisse de la Sainte Trinité).
À l'origine, l’église paroissiale était à proximité de la face est de la cathédrale, mais a été déplacée au XVe siècle à l’autre bout de South Street. Elle possédait une nef ronde à colonnes, un chœur et une tour au nord-ouest couronnée d’une flèche en pierre et était alors l'une des plus grandes églises paroissiales d'Écosse.
Le réformateur protestant John Knox a prêché  en mai ou juin 1547 dans cette église, et, le 4 juin 1559, fait un sermon de sur l'évangile de Matthieu XXI, 12, 13 qui provoque le dépouillement de la cathédrale et la destruction des bâtiments monastiques.
L’église paroissienne de la Sainte Trinité contient un monument en marbre blanc érigé en l’honneur James Sharp, archevêque de St Andrews, assassiné en 1679]).
En grande partie reconstruite au XVIIIe siècle, l'église a été reconstituée au début du XXe siècle pour ressembler approximativement davantage a son aspect médiéval minutieusement décoré. Les chaises sculptées du chœur de l'église sont des rares survivantes du Moyen Âge.
Seuls la tour, une partie du mur occidental et les piliers internes subsistent du bâtiment original.
L’église paroissienne de la Sainte Trinité est une congrégation l’Église d'Écosse. Le révérend Rory MacLeod y est actuellement prêtre (2006).
La ville a également d'autres églises, y compris plusieurs églises presbytériennes appartenant à l'Église d'Écosse ([St Leonards, Martyr’s et Hope Park), deux congrégations anglicanes, une église baptiste, une église catholique, l'armée du salut et quelques congrégations indépendantes.

#### Chapelle du Blackfriars de l’ordre des prêcheurs
Sur South Street se trouvent les ruines de la chapelle du monastère dominicain qui datent de la fin du Moyen Âge. Seul subsiste le transept nord de la chapelle de l’ordre des prêcheurs fondée par l’évêque William Wishart (en) en 1274. Toutes traces du monastère franciscain de l'Observantine, fondé aux environs de 1450 par l’évêque Kennedy ont disparu, excepté le puits ainsi qu’une petite section de mur.

## Personnes célèbres
- Le prince William, ancien étudiant à l'université de St Andrews
- Catherine Middleton, son épouse, duchesse de Cambridge, ancienne étudiante à l'université de St Andrews
- KT Tunstall, chanteuse, a grandi à St Andrews
- Willie Mathieson, footballeur, y est né en 1943
- Andrew Kirkaldy, pilote, y est né en 1976
- Hugh E. Richardson, (1905-2000) diplomate et tibétologue écossais qui représenta la Grande-Bretagne puis l'Inde à Lhassa, capitale tibétaine.
- Kenneth Dover, universitaire, y est mort en 2010

## Villes jumelées
- Loches (France) depuis le 27 novembre 2015[1] après 20 années d'alliance.